# 所羅門·古根漢美術館
所羅門·R·古根漢美術館（英語：The Solomon R. Guggenheim Museum）是美國紐約市曼哈頓上東城的現代美術館，成立於1937年。它是古根漢基金會（Solomon R. Guggenheim Foundation）名下所持有的幾間美術館之中最著名的一間，而且通常簡稱古根漢，它是紐約市最著名的美術館之一。原先稱作「The Museum of Non-Objective Painting」，古根漢成立以來展示了許多早期現代派藝術家如康定斯基和皮特·蒙德里安的前衛藝術品。
1943年著名建築師法蘭克·勞埃德·萊特收到古根漢基金會創辦人古根漢先生的邀請設計這座美術舘，至1944年，萊特已經提出美術館的建築具體方案，但礙於第二次世界大戰剛剛結束，以及古根漢先生的逝世，工程一直被拖延到1956年才動工，在1959年時，萊特已將目前建地的設計案完成，萊特卻於同年四月去世，至同年十月，古根漢才搬到了它位在第五大道和第89街路口的現址，對街即為中央公園。
2019年作为弗兰克·劳埃德·赖特的20世纪建筑作品8座建筑之一被評為世界文化遺產。所羅門·R·古根漢美術館也是紐約市繼自由女神像後第2座確立的世界文化遺產。

## 建築

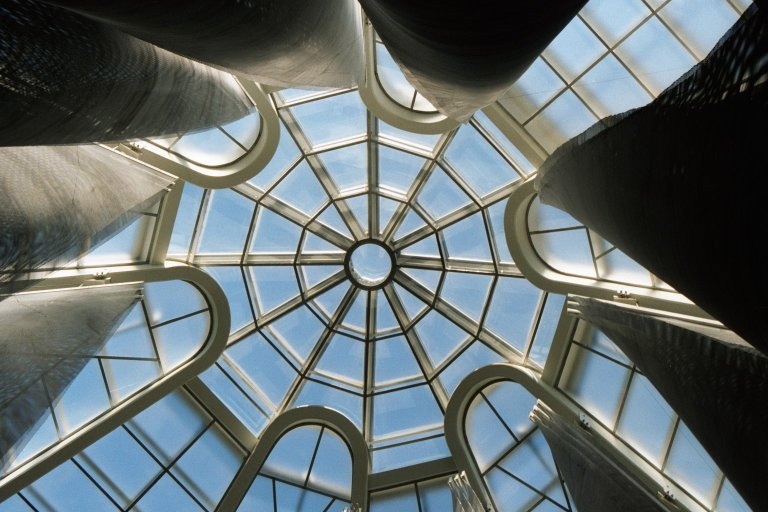
美術館的屋頂天窗

這棟特殊的建築物是萊特后期的重要作品。建成后，期初得到建築業界兩極化的評价，不過時至今日它已廣泛被接納。從街上看過去，這棟建築物看起來似乎像是沿著柱狀方向纏繞堆起的白色頭帶，而且從底部往上稍微不斷的加寬。古根漢的外觀與它周圍四四方方、典型的曼哈頓建築物相較之下，更形成了強烈的對比，萊特曾表示他的美術館使得附近的大都會美術館看起來像個「異教徒的空屋」。
從內部來看，觀景廊從地面形成緩緩升高的螺旋走道，直達建築物頂部。藝術品沿著螺旋環繞的牆面依序陳列，有些也展示於走廊上台階處的展示間內。
對這棟建築物大多的評價，主要是對於內部的擺設空間。廳內展示的藝術品都是設計成遮蔽式的，而且在中央螺旋四周又淺又無窗的展示壁內，要適當地擺設畫作是件十分困難的事情。雖然圓形大廳藉著一扇大型天窗顯得十分明亮，但展示壁卻因為走道的關係顯得非常的陰暗，因此需要大量地使用人工補光。牆上的壁龕既不是垂直也不是平的，大多數僅稍微凹入一些，這表示畫作必須得掛在牆面上。壁龕有限的空間也使得雕刻品通常只能擺放到螺旋走道的地上。在古根漢開幕前，有21位藝術家簽署了一封信，抗議他們的畫作展示於這樣的空間內。
1992年時，建築物加蓋了一棟由 Gwathmey Siegel 建築師事務所設計的方塔，该方塔比原先的螺旋型建物還高。这也是使得萊特的设计备受争议的原因之一。

## 通俗文化中的古根海姆
- 在《The Race》，1994年的首部曲歡樂單身派對，喬治宣稱其為1992年負責擴建的工程師。
- 古根漢美術館的外觀可以在《The Critic》片的幾個開場鏡頭中看到。
- 在電影《紐約大地震》，古根漢在一場地震之中倒塌。
- 在電影《MIB星際戰警》（Men In Black）一片中，可以看見威爾史密斯沿著坡道在追逐外星人。
- 在电影《黑暗金控》中，有一场在古根汉美术馆的枪战。
- 在电影《羅馬不思議》中，女主角在古根汉美术馆工作。
- 在電影《波普先生的企鵝》中，男主角與餐廳老闆在此美術館談論餐廳買賣協議，後有企鵝闖入大鬧一景。

## 外部連結
- 紐約古根漢官方網站 （页面存档备份，存于）
- Architectural Review
- Google maps （页面存档备份，存于）
- Art of the Motorcycle Exhibit